# Coroana Sfântului Ștefan

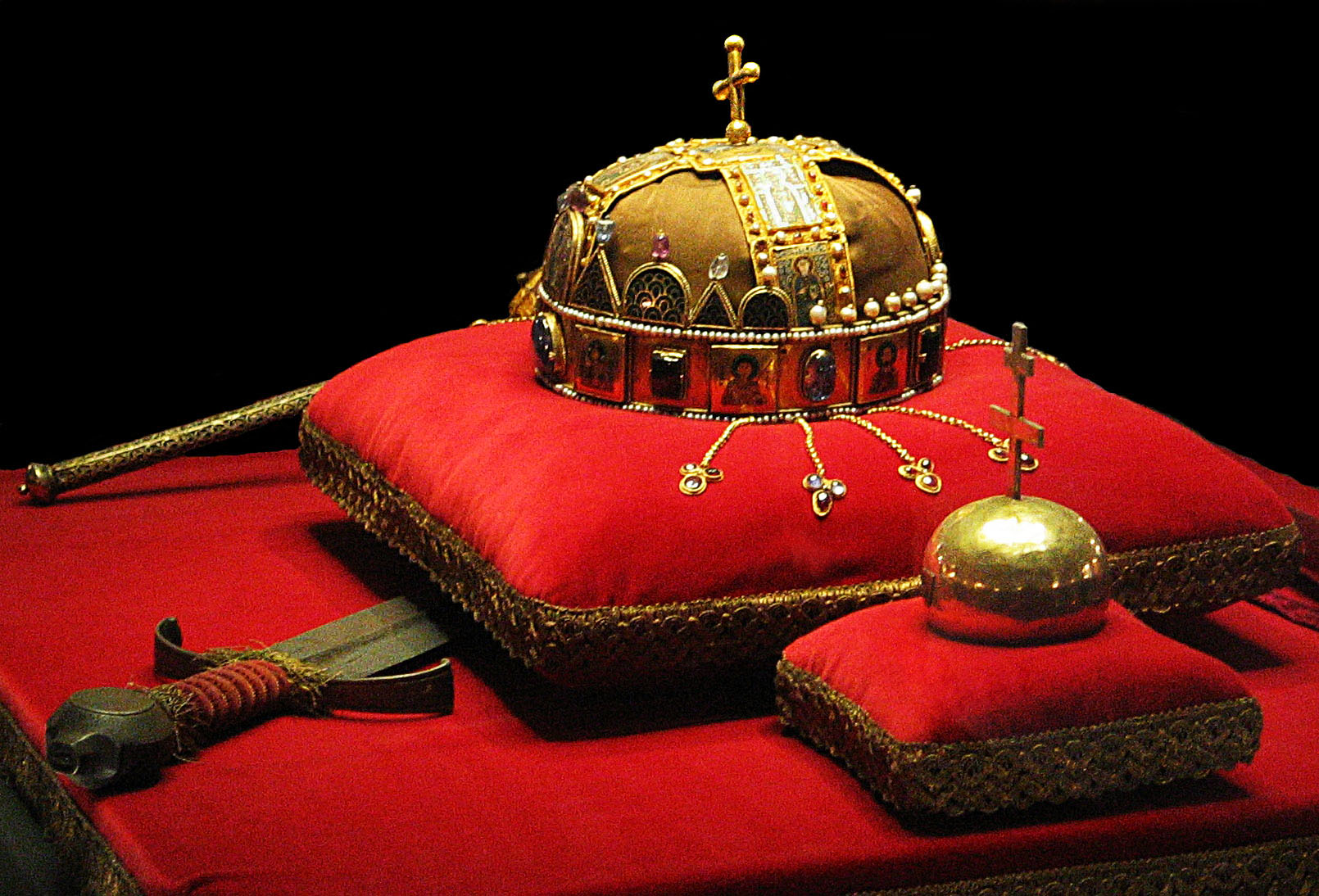
Coroana Sf. Ștefan (păstrată, împreună cu sceptrul, sabia și globus cruciger, de la 1 ianuarie 2000, în sala de onoare de sub cupola Palatului Parlamentului din Budapesta)

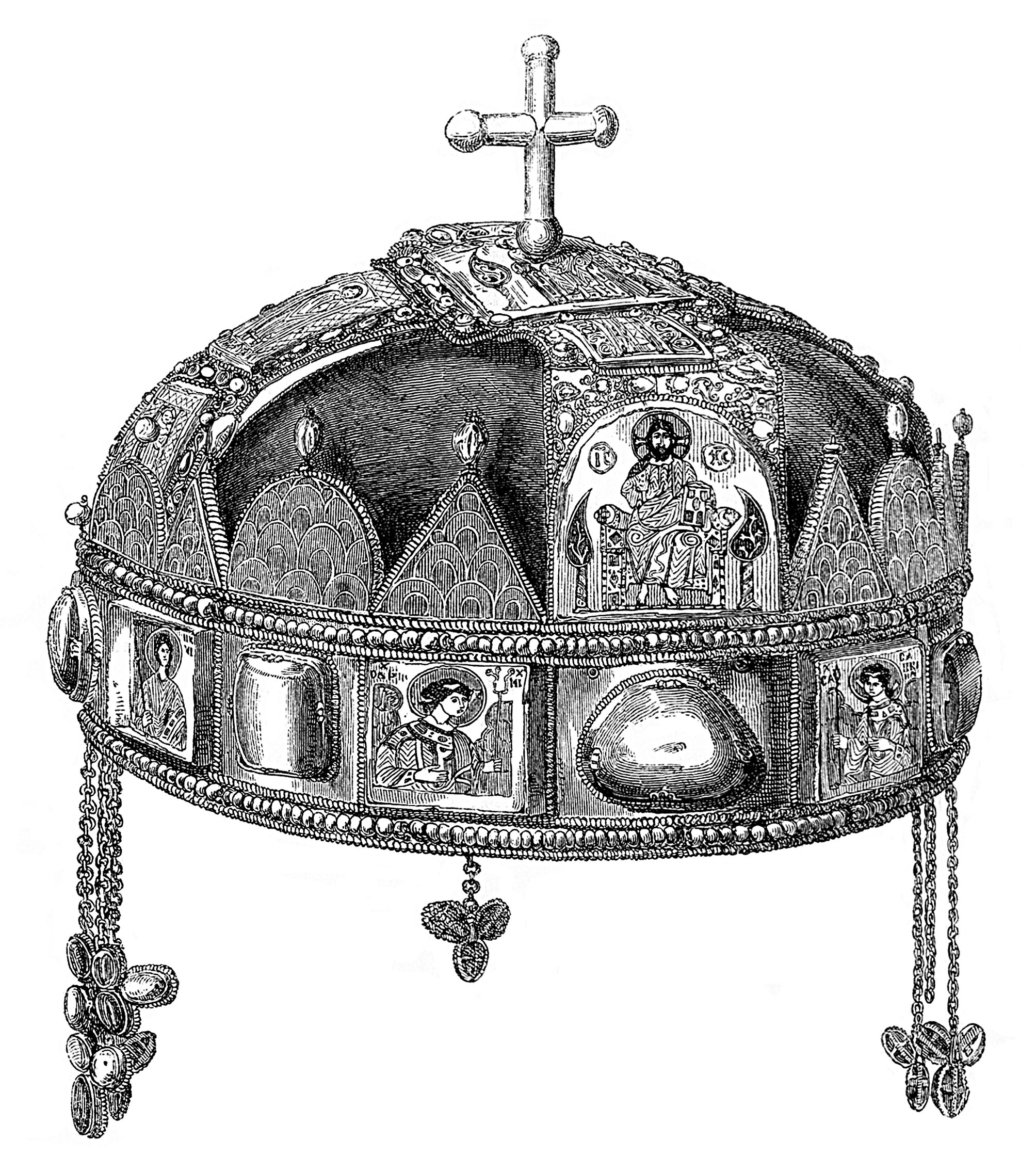
Coroana Sfântului Ștefan, 1857

Coroana Sfântului Ștefan (în maghiară Magyar Szent Korona, în germană Stephanskrone, în croată Kruna svetoga Stjepana, în latină Sacra Corona) este coroana cu care au fost încoronați cei mai mulți dintre suveranii Regatului Ungariei, din Evul Mediu începând cu 1075 și până în data de 30 decembrie 1916, când ultimul împărat al Austriei, Carol I, a fost încoronat ca rege al Ungariei sub numele de Carol al IV-lea. Obiectul a fost realizat în mai multe faze, în ateliere diferite, în secolele XI-XIII.

## Descriere

Aversul coroanei, cu Cristos Pantocrator în registrul superior și cu arhanghelii Mihail și Gabriel, respectiv sfinții Gheorghe și Dumitru în registrul inferior (schiță heraldică)

Coroana este alcătuită din două părți, inițial separate:
Cercetătorii de la Universitatea din Passau au avansat anul 1185, din timpul domniei lui Béla al III-lea, ca an al îmbinării celor două elemente ale coroanei.
Potrivit unui album editat de Academia de Științe din Ungaria, în colaborare cu Conferința Episcopilor Romano-Catolici din Ungaria, cu ocazia Mileniului maghiar (anii 2000-2001), sub înaltul patronat al premierului Ungariei, Viktor Orbán, în concordanță cu cercetările istorice efectuate de specialiști, Sfânta Coroană a fost compusă din două părți diferite sub domnia regelui Béla al III-lea (1172-1196). Partea inferioară este numită „corona graeca”, potrivit icoanelor în stil bizantin și inscripțiilor de limbă greacă ce apar pe această parte: „Lui Geza I, credinciosul rege al turcilor”. Conform izvoarelor bizantine, ungurii erau denumiți turci. Această parte de jos a coroanei a fost trimisă regelui Ungariei, Geza, în 1075 de către împăratul romano-bizantin Mihail al VII-lea Dukas. Împăratul a trimis diadema la cererea regelui Geza, întrucât Papa de la Roma refuzase acordarea titlului regal. Partea superioară, în formă de cruce se numește „corona latina” și poartă inscripții în limba latină, respectiv icoane de tip occidental. Crucea de deasupra Coroanei a fost montată mai târziu, probabil în sec. al XVI-lea. Cu această ocazie icoana principală de pe „corona latina” a fost găurită. Astăzi această cruce este oblică, probabil din cauza unui accident, când Coroana Sacră nu a fost introdusă corect în cutia purtătoare.
Există o legendă de 800 de ani potrivit căreia Coroana Sacră sau cel puțin partea superioară a fost trimisă Sfântului Ștefan al Ungariei de însuși papa Silvestru al II-lea, în semn de recunoștință, iar Ștefan s-a încoronat cu această coroană. Această legendă se bazează pe scrierile episcopului Hartvik (sec. al XI-lea) despre sfântul rege. Scrierile lui Hartvik apar deja în breviarele și cărțile liturgice folosite în regatul maghiar chiar din anii 1200, legenda devenind cunoscută în întreaga lume creștină de atunci.